# Allopauropus transsilvanus
Allopauropus transsilvanus är en mångfotingart som beskrevs av Paul Auguste Remy 1939. Allopauropus transsilvanus ingår i släktet småfåfotingar, och familjen fåfotingar. Inga underarter finns listade i Catalogue of Life.